# Dorota Ilczuk
Dorota Ilczuk – polska prekursorka dyscypliny naukowej ekonomika kultury. Ekonomistka i teoretyk zarządzania w kulturze i przemysłach kreatywnych. Uzyskała pierwszą w Polsce habilitację z zarządzania w naukach humanistycznych na Uniwersytecie Jagiellońskim (2005 rok). Jest profesorem zwyczajnym nauk humanistycznych (od roku 2014) oraz kierownikiem Centrum Badań nad Gospodarką Kreatywną Uniwersytetu SWPS.

## Działalność zawodowa i naukowa
Wykłada w Szkole Wyższej Psychologii Społecznej, na Uniwersytecie Jagiellońskim i w Szkole Głównej Handlowej w Warszawie. W latach 2001–2007 pełniła funkcję Prezydenta CIRCLE (Cultural Information and Research Centres Liaison in Europe), europejskiej sieci instytucji zajmujących się badaniami, dokumentacją i informacją w kulturze. Fundatorka i w latach 2003–2014 prezes Fundacji Pro Cultura. Jest członkinią Europejskiego Parlamentu Kulturalnego. Należy do Rady Naukowej Biblioteki Publicznej m.st. Warszawy. Współpracuje z zagranicznymi organizacjami i towarzystwami naukowymi, takimi jak Rada Europy, Komisja Europejska, ERICArts, Association for Cultural Economics International (ACEI), International Society for Third-Sector Research (ISTR). Jako ekspert Rady Europy i Unii Europejskiej uczestniczy w międzynarodowych programach badawczych poświęconych problemom kultury. Jest autorką i współautorką publikacji książkowych i ponad stu ekspertyz i artykułów z dziedziny ekonomiki kultury i przemysłów kultury, polityki kulturalnej, społeczeństwa obywatelskiego, a także funkcjonowania sektora non profit. W 2003 roku odznaczona Złotym Krzyżem Zasługi. 

## Rodzina
- Mąż Krzysztof – ekonomista
- Córka Agata - architekt wnętrz, ukończyła studia na Wydziale Architektury Wnętrz Akademii Sztuk Pięknych w Warszawie[4]

## Publikacje

### Książki autorskie
- Ilczuk Dorota, Dudzik Teresa, Gruszka Ewa, Jeran Agnieszka
- Artyści na rynku pracy, 2015, wydawnictwo Attyka, s.210
- Ekonomika Kultury, 2012, Wydawnictwo Naukowe PWN, s.228
- Polityka kulturalna w społeczeństwie obywatelskim, 2002, Wydawnictwo Uniwersytetu Jagiellońskiego, 210
- Cultural Citizenship, 2001, Boekmanstudies/CIRCLE, Amsterdam s. 125
- Sektor nonprofit w kulturze, 1995, Instytut Kultury, s.186

### Książki redagowane
- Edukacja poprzez kulturę. Kreatywność i innowacyjność, 2011, Polski Komitet ds UNESCO
- Ilczuk Dorota, Bodo Carla, Gordon Ch. (red.): Gambling on Culture. State Lotteries as a source of funding for Culture - the Arts and Heritage, 2005, CIRCLE - Warsaw Foundation Pro Cultura
- Ilczuk Dorota, Nowak Małgorzata, Stępniewska Anna Wiktoria (red.): Intercultural dialogue in contemporary metropolis, 2008, Biuro Kultury UM Warszawa
- Ilczuk Dorota, Nowak Małgorzata, Stępniewska Anna Wiktoria (red.): Jak się pięknie różnić i porozumiewać? Dialog międzykulturowy we współczesnej metropolii, 2008, Biuro Kultury UM Warszawa
- Ilczuk Dorota, Carla Bodo, Christopher Gordon (red): Gambling on Culture, 2006, Boekmanstudies/CIRCLE, Amsterdam
- Ilczuk Dorota, Isar Yudhishthir Raj (red.): Metropolises of Europe. Diversity in urban cultural life, 2006, CIRCLE - Warsaw Foundation Pro Cultura
- Rynek pracy twórców i artystów w Polsce. Raport z badań, 2014, WSG Bydgoszcz, 329 s